# Economia da Macedónia do Norte
Antes de tornar-se independente da Iugoslávia, a Macedônia do Norte era a república mais pobre daquele país. Após sua independência, tem continuado a ser um dos países mais pobres da Europa. Estima-se que a economia informal seja equivalente a 20% do Produto Interno Bruto.
A agricultura é uma atividade importante na economia do país, ocupando cerca de 20% da população ativa. Produz-se milho, tabaco, arroz, fruta e vinho. A Macedônia do Norte tem uma indústria ligada ao chumbo, zinco, cobre e crómio.